# Henry Chesbrough
Henry William Chesbrough (1956) és un Estatunidenc expert en teoria de l'organització, professor adjunt i director de la facultat del Garwood Center for Corporate Innovation i de la Haas School of Business a la Universitat de Califòrnia a Berkeley.És conegut per encunyar el terme innovació oberta
Chesbrough va obtenir una licenciatura (BA) en Economia a la Universitat Yale, un Màster (MBA) a la Stanford Graduate School of Business, i un doctorat a la Haas School of Business de la Universitat de Califòrnia a Berkeley. Ha estat professor ajudant a la Harvard Business School. Actualment és professor adjunt i director de la facultat al  Garwood Center for Corporate Innovation at the Haas School of Business at de Universitat de Califòrnia a Berkeley. És el president del Centre d'Innovació Oberta al Brasil. La seva primera aparició al Brasil fou l'any 2008 quan va fer una presentació en el decurs del Seminari sobre Innovació Oberta (2008). També és president del consell consultiu de Induct Software  i ha fet aparicions a Oslo durant la setmana de la innovació oberta (2011) Week
És doctor Honoris Causa per la Universitat de Vic-Universitat Central de Catalunya. Segons el web de la facultat d'empresa i comunicació : "Després de l'entrada solemne a l'Aula Magna de la comitiva acadèmica formada pels doctors i doctores de la UVic-UCC, el padrí del doctorand i degà de la Facultat d'Empresa i Comunicació, Xavier Ferràs, va glossar la figura del Dr. Henry Chesbrough, del qual va destacar la seva teoria sobre la idea d'innovació oberta “que emergeix de realitats inqüestionables a partir de les quals sintetitza el nou paradigma de conversió del coneixement en creixement econòmic”'.

## Publicacions
- Chesbrough, Henry; 0. Open Innovation: The New Imperative for Creating and Profiting from Technology.  HBS Press, 2003. ISBN 978-1422102831.
- Chesbrough, Henry; 0. Open Business Models: How to Thrive in the New Innovation Landscape.  HBS Press, 2006. ISBN 978-1422104279.
- Chesbrough, Henry; 0. Open Innovation: Researching a New Paradigm.  Oxford, 2006. ISBN 978-0199226467.
- Chesbrough, Henry; 0. Open Services Innovation: Rethinking Your Business to Grow and Compete in a New Era.  Jossey-Bass, 2010. ISBN 978-0470905746.
- Chesbrough, Henry; 0. New Frontiers in Open Innovation.  Oxford, 2014. ISBN 978-0199682461.